# إبراهيم محمد شرارة
إبراهيم محمد عبد الله شرارة (1922 - 1982) هو أديب وشاعر لبناني.

## حياته ونشأته
ولد سنة 1341 هجرية (1922 ميلادي) في بنت جبيل (جبل عامل). تلقى علومه الابتدائية في بنت جبيل، وصحب الشيخ علي شرارة فاستفاد منه في اللغة العربية وقواعدها، هاجر في مطلع شبابه إلى أفريقيا الغربية ولكن سرعان ما عاد إلى بلده وعمل بالتجارة، ثم استقر نهائيا في بيروت حتى وفاته.

## مسيرته
يعتبر من شعراء النهضة العاملية وقد عاش جلّ حياته في الريف الجنوبي، فانطبعت لغة قصائده بتراث بيئته اللغوي العريق.

## شعره
تناول شعره القرية بفلاحيها وشجرها وتبدلات الفصول فيها، فاتت قصائده أصيلة رقيقة في آن ونقلت أفق الشعر إلى الراهن بعد أن كان شعر جبل عامل محافظا واستمراريا.
صدرت له مجموعة شعرية سنة 1966 م بعنوان (في قرانا) وظلت بقية قصائده مخطوطة لم تنشر.
وكان آخر ما نظمه أبياتا وجدت تحت وسادته في المستشفى نظمها وهو على فراش المرض قبيل وفاته:
```
 بيتي على الرابية الحالمة * اشتاقه في اللحظة الحاسمة
                     وانتشي من ذكر أحجاره * كأنني في سكرة دائمة
                     حين رماني الداء في كوة * مظلمة كالليلة القاتمة
                     اشتاق أن انشر أخباره * على ضفاف الموجة العائمة
                     اشتاق أن توقد شمس الضحى * على جناح الشرفة النائمة
                      فقبلوا أذيال أذيالها *  ما قام في خاطركم قائمة
```

ومن شعره قوله:
```
                      يا دفقة النور صباح الغد أنت وآمالي على موعد
                     مقامنا عند احتضار الندى بين الضحى، والليل، والفرقد
                     حشائش مفروشة، ههنا وههنا، فحيث شئت اقعدي
                     والروض، حضن دافئ، والهوى وسادة من مهجتي، فارقدي
                     ما أطول الليل الذي بيننا أواه، من مفرقة الأسود
                     لو أنني املك ركب الضحى ولو تناولت الدجى في يدي
                     قذفت بالليل وساعاته حتى يواري من طريق الغد
                     كم موعد لي منك في خاطري يضيق، كالسقم، به عودي
                     والموعد الحلو، على مره يحسدني في مره حسدي
                     أ ليس بعد الملتقى فرقة وهل يكون الملتقى مسعدي
                     كيف أروي العمر من لحظة يتيمة كالأبعد الأبعد!
                    النار في قلبي شبوب اللظى أنت لها برد فلا تبعدي
                    إن نبترد، فاثنان في بردها أو نحترق فاثنان في الموقد
                    فاقبلي فالعمر وقف على لقياك، يا أحلى من الموعد!
```

## وفاته
توفي سنة 1403 هجرية (1982 ميلادي) في بيروت ودفن في بنت جبيل.